# 跳兔
跳兔（學名：Pedetes capensis），又稱跳野兔，是齧齒類下跳兔科的唯一物種。其种加词“capensis”意为“南非开普省的/好望角的”。

## 生態
跳兔外表像細小的袋鼠（但完全沒有關係），後肢發達，可以跳起超過2米，故此得名。不包括長的尾巴，跳兔約長35-45厘米，平均重3公斤。尾巴本身長36-47厘米。牠們有多種不同的顏色，有紅褐色至淡灰色，尾巴末端呈黑色。跳兔生活在内蒙古东部及非洲東南部，吃植物及昆蟲。後肢上有四趾及像蹄的爪，較前肢的為長。牠們的頸部肌肉發達，而頭顱則很短。牠們的眼睛很大，耳朵有耳屏，可以阻隔因挖掘而造成的沙粒進入耳朵。

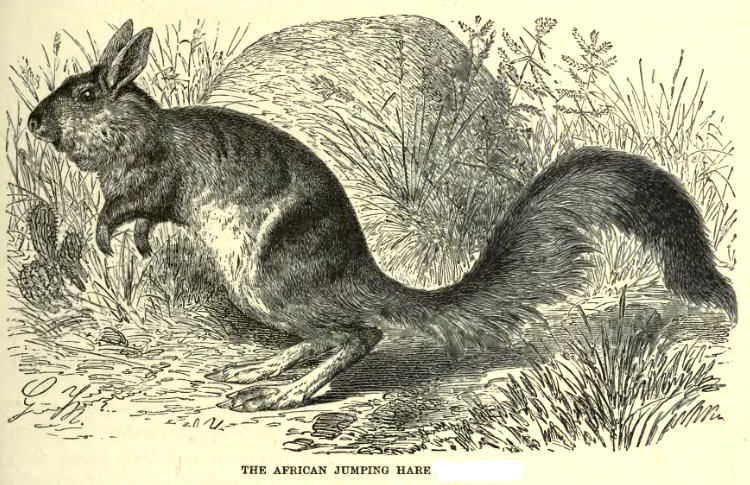
跳兔的圖畫。

跳兔全年都會生育。雌性一年會生三胎，每胎只有一隻嬰兒。跳兔嬰兒不像一些齧齒目般初出生時是不能看見及沒有毛的，牠們出生時已經有毛皮，在很短時間內就很活躍。不過嬰兒要到差不多半成長後才會斷奶及離開巢穴。這麼長的照顧令跳兔的出生率非常的低。

## 習性
跳兔主要是夜間活動的，但有時都會在日頭活動。牠們在白天的時間會住在牠們挖掘的隧道，並在內以泥土搗塞出口。當在雨季的時候，牠們可以輕易的挖掘。牠們有時會在夜間跳出巢穴。牠們會像袋鼠般以後肢跳躍，當受驚時會退回自己的巢穴。

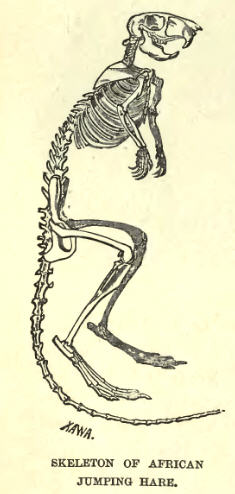
跳兔骨骼。

跳兔在不同的日子會住在不同的巢穴，並傾向製造三個繞圈的巢穴。大部份這些巢穴都是近大樹或灌木的地方。跳兔的領土是在其巢穴的25-250米範圍內。在乾旱的日子牠們會擴大領土範圍。

## 保護現況
因為環境破壞和棲息地減少，跳兔的數量減少了20%，並在1996年被列入IUCN瀕危名單內。但於2001年，跳兔被列為無危。

## 延伸阅读
[在维基数据编辑]
 《欽定古今圖書集成·博物彙編·禽蟲典·跳兔部》，出自陈梦雷《古今圖書集成》

## 外號連結
- Further Information at Animal Diversity Web （页面存档备份，存于）